# Мизорам

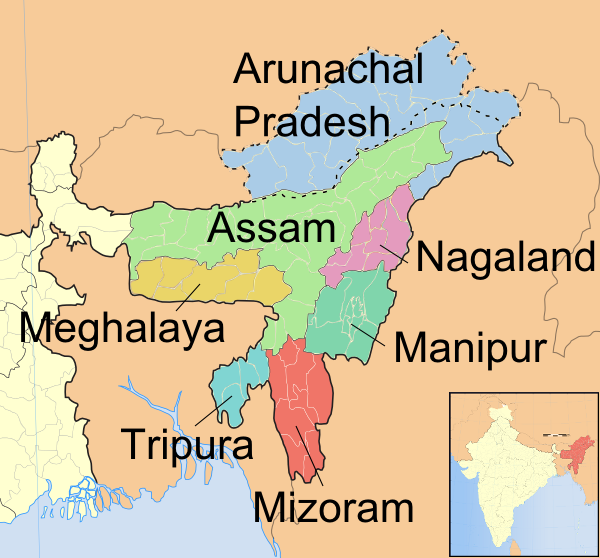
Мизорам и штаты северо-восточной Индии

Мизора́м (хинди मिज़ोरम; англ. Mizoram) — небольшой по территории штат на востоке Индии. Столица и крупнейший город — Аиджал. Население — 1 091 014 человек (29-е место среди штатов; данные 2011 г.). 
Официальные языки — мизо, английский. Площадь территории 21 081 км² (24-е место).

## История
Штат Мизорам образовался 20 февраля 1987 года, отделившись от Ассама после продолжительной борьбы за независимость, в процессе которой территория приобретала всё большую автономию.
В конце апреля 1991 года до штата дошёл один из самых смертоносных циклонов в истории региона; к счастью для жителей к этому моменту циклон значительно ослабел и его удар был не сопоставим с тем, что пришёлся на побережье Бангладеш.

## География
Рельеф штата представлен холмами, которые сменяются долинами. Средняя высота холмов на западе штата составляет около 1000 м, постепенно повышаясь до 1300 м на востоке. Высота отдельных районов превышает 2000 м, на юго-востоке штата находится гора Пхавнгпуй Тланг (2210 м) — высшая точка Мизорама.
Крупнейшая река штата — Чхимтуйпуй (также известна как Каладан) — берёт начало в Мьянме, протекая через мизорамские округа Сайха и Лавнгтлай и вновь уходя на территорию Мьянмы, где и впадает в Бенгальский залив. Другие наиболее значительные реки штата включают Тлавнг, Тут, Туйриал и Туйвавл, текущие через север Мизорама и впадающие в реку Барак. Западная часть штата омывается рекой Кхавтхланг Туйпуй и её притоками.
Наиболее значительное озеро Мизорама — Палак — расположено в округе Сайха и занимает территорию около 30 га. Территория штата находится вблизи стыка двух тектонических плит (Индостанской и Австралийской).
Мизорам имеет мягкий благоприятный климат с летними температурами 20-29 °С и зимними температурами 11-21 °С. Осадки зависят от муссонов, большинство их выпадает с мая по сентябрь. Среднегодовой уровень осадков составляет в среднем 2540 мм, в Аиджале — 2080 мм.

## Население
По данным на 2011 год, население Мизорама составило 1 091 014 человек, плотность населения — 51,75 чел./км² (существенно ниже средней по стране — 382 чел./км²). Уровень грамотности — 91,6 % (наиболее высокий в стране показатель наряду со штатом Керала). 
Бо́льшая часть населения представлена этнической группой мизо, которая разделена на отдельные племена. На языке мизо говорит 73,22 % населения; другие языки включают: бенгальский (9,18 %), лакхер (3,91 %), пави (2,8 %), кокборок (1,98 %), хмар (1,6 %), хинди (1,2 %), непальский (1 %). 
Христиане составляют 87 % населения Мизорама, буддисты — 6 %, индуисты — 3,6 %, мусульмане — 1,1 %; другие религии исповедуют 2,3 % населения. Большинство христиан исповедуют пресвитерианство.

### Динамика численности населения
- 1951 — 196 000 чел.
- 1961 — 266 000 чел.
- 1971 — 332 000 чел.
- 1981 — 494 000 чел.
- 1991 — 690 000 чел.
- 2001 — 889 000 чел.

## Административное деление
В административном отношении штат подразделяется на 8 округов.
- Округа Мизорама

## Экономика
Около 70 % населения заняты в сельском хозяйстве. Важную роль в экономике играют различные кустарные и малые производства. ВВП штата на 2004 год составило $ 685 млн. В Мизораме производят до 40 % всего индийского бамбука, который активно применяется как строительный материал, в качестве топлива и др. целей.

## Транспорт
В штате имеется около 4000 км автомобильных дорог, сельские дороги — главным образом без покрытия. Основные трассы включают национальное шоссе № 54 и № 159 (соединяют Мизорам со штатом Манипур) и № 40А (соединяет со штатом Трипура).
Имеется аэропорт вблизи города Аиджал (около 40 мин полёта от Калькутты). Кроме того, штат можно достичь через аэропорт в Силчаре (штат Ассам), что в 200 км от Аиджала. Имеется железнодорожная ветка до городка Байраби на севере штата, однако она используется лишь для грузовых перевозок. Ближайшая пассажирская станция находится в том же ассамском Силчаре.

## Достопримечательности
- Музей штата Мизорам
- Храм Соломона в Аиджале
- Традиционная деревня Рейек в 12 км от Аиджала